# انتخابات الرئاسة البوليفية 1951
انتخابات الرئاسة البوليفية 1951 هي انتخابات رئاسية جرت في 1951، في بوليفيا، لانتخاب رئيس جمهورية بوليفيا.
فاز بالانتخابات Hugo Ballivián ‏.